# DJ Hamupipőke
DJ Hamupipőke (eredeti cím: Cinderela Pop) 2019-ben bemutatott brazil romantikus film, melyet Bruno Garotti rendezett, valamint Garotti és Flávia Lins e Silva írt. A filmet 2019. február 28-án mutatta be a Netflix.

## Cselekmény
Egy Cíntia Dorella nevű romantikus, 17 éves lány szüleivel él együtt hatalmas gyönyörű otthonukban. A világ omlik össze Cintiában, amint rájön, hogy az édesapja, Cesar hűtlen az édesanyjához, Anához; A férfi mindenki szeme láttára csókolózik a gonosz mostohaanyával, Patríciával (amelyet függönyelhúzással a lánya, Graziele leplez le). Rövid időn belül a szülők elválnak, végül az apa feleségül veszi Patríciát, Cintia pedig két új mostohanővért szerez.
Az esemény után, Cintia odaköltözik a Heléna nevű nagynénjéhez és barátjához, Rafaelhoz, aki DJ órákat szokott tartani Cintiának. Mivel Cintia profi DJ akar lenni felnőttként,  könyörög Rafaelnek, hogy az egyik partin ő keverhessen helyette. Rafael mindig teljesítette kéréseit, most is megteszi.
Az első alkalommal egy medencés partin kapott lehetőséget dj-ként, ahol egy idősebb hölgy megkérte a hangerő csökkentésére. Cintia elutasította, mert ha túlságosan lehalkítja a zenét, senki sem fogja hallani. Ez csalódást okozott az idős asszonynak, aki bepanaszolta őt a házigazdánál.
A lányok csodálóját és a szerelmes-dalok énekesét, Freddy Princet meghívják Cintia mostohanővérei születésnapi partijára.

## Szereplők
| Szerep                      | Színész             | Magyar hang     |
| --------------------------- | ------------------- | --------------- |
| Cíntia Dorella / Hamupipőke | Maisa Silva         | Ruszkai Szonja  |
| Freddy Prince               | Filipe Bragança     | Ungvári Gergely |
| Patrícia, gonosz mostoha    | Fernanda Paes Leme  | Mezei Kitty     |
| Graziele                    | Letícia Faria Pedro | Rádai Boglárka  |
| Gisele                      | Kiria Malheiros     | Boldog Emese    |
| Helena Dorella              | Elisa Pinheiro      | Zakariás Éva    |
| Belinha                     | Giovanna Grigio     | Rudolf Szonja   |
| Ana Dorella                 | Miriam Freeland     | ?               |
| César Dorella               | Marcelo Valle       | Bozsó Péter     |
| Lara                        | Bárbara Maia        | Kovács Panka    |
| Rafael                      | Sergio Malheiros    | Penke Bence     |
| André                       | Leo Cidade          | ?               |
| Diego                       | Matheus Costa       | ?               |
| Lúcia                       | Isabel Fillardis    | ?               |
| Patrícia anyja              |                     | Zsurzs Kati     |

## Gyártás
A filmkészítésre Rio de Janeiróban került sor, 2018 júniusában és júliusában, öt héten keresztül.

## Megjelenés
2018. december 21-én Maísa Silva feltöltötte a film hivatalos előzetesét a YouTube-csatornájára.